# West Godavari (dystrykt)

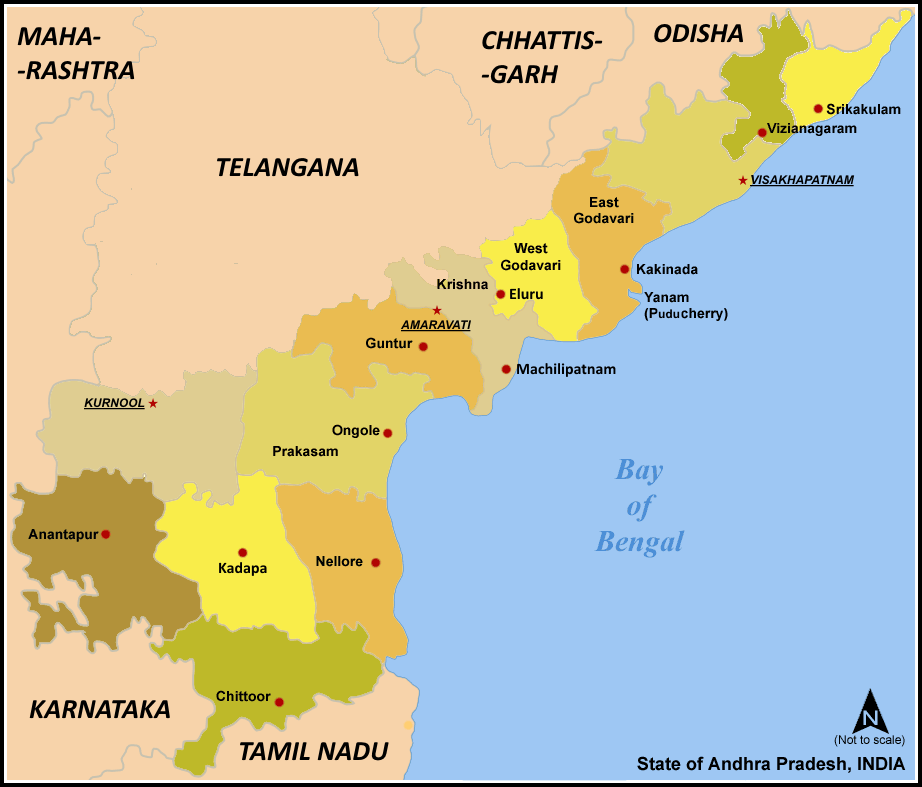
Dystrykty Stanu Andhra Pradesh.

West Godavari – jeden z 23 dystryktów indyjskiego stanu Andhra Pradesh, o powierzchni 7700 km². Populacja tego dystryktu wynosi 3 799 213 osób (2004), stolicą jest miasto Eluru.

## Położenie
Jest jednym z dziewięciu dystryktów stanu Andhra Pradesh mających dostęp do Oceanu Indyjskiego. Położony jest w północno–wschodniej części tego stanu. Na zachodzie graniczy z dystryktem Krishna, od północy z Khammam. Na wschodzie granica z dystryktem East Godavari przebiega na rzece Godavari, a na południu granica dystryktu jest częścią linii brzegowej Oceanu Indyjskiego.